# Cupa Moldovei 2024-2025
La Cupa Moldovei 2024-2025 è stata la 34ª edizione della coppa nazionale moldava, iniziata il 4 settembre 2024 e terminata il 24 maggio 2025.
La squadra Sheriff Tiraspol ha vinto quest’edizione della competizione, battendo in finale il Milsami Orhei e conquistando per la tredicesima volta il trofeo.

## Calendario
Il torneo si svolge con turni ad eliminazione diretta in gara unica fino agli ottavi di finale, mentre i quarti di finale e le semifinali si svolgono in match di andata e ritorno. 
| Turno            | Date                       | Incontri | Club    |
| ---------------- | -------------------------- | -------- | ------- |
| Preliminare      | 4 settembre 2024           | 1        | 41 → 40 |
| Primo turno      | 24-25 settembre 2024       | 16       | 40 → 24 |
| Secondo turno    | 22-23 ottobre 2024         | 8        | 24 → 16 |
| Ottavi di finale | 1-2 marzo 2025             | 8        | 16 → 8  |
| Quarti di finale | 2-16 aprile 2025           | 4        | 8 → 4   |
| Semifinali       | 30 aprile - 14 maggio 2025 | 2        | 4 → 2   |
| Finale           | 24 maggio 2025             | 1        | 2 → 1   |

## Risultati

### Turno preliminare
| Squadra 1        | Risultato | Squadra 2      |
| ---------------- | --------- | -------------- |
| 4 settembre 2024 |           |                |
| Oguzport         | 4 – 1     | Maiak Chirsova |

### Primo turno
| Squadra 1           | Risultato       | Squadra 2           |
| ------------------- | --------------- | ------------------- |
| 24 settembre 2024   |                 |                     |
| Real Succes         | 2 – 2 (3-1 dtr) | Vulturii Cutezători |
| Visoca              | 4 – 2           | Speranța Drochia    |
| Codru Călărași      | 2 – 5           | Iskra Rîbnița       |
| Constructorul Leova | 0 – 1           | Univer Comrat       |
| Atletico Bălți      | 2 – 8           | Victoria Chișinău   |
| Congaz              | 0 – 3           | Speranis Nisporeni  |
| La Familia          | 0 – 7           | Saksan              |
| Grănicerul Glodeni  | 1 – 4           | FCM Ungheni         |
| Olimpia Bălți       | 3 – 1           | Oguzsport           |
| Socol               | 1 – 6           | Stăuceni            |
| Edineț              | 3 – 4 (dts)     | Steaua Nordului     |
| Lia                 | 0 – 3           | Locomotiva Ocnița   |
| Atletic Strășeni    | 1 – 4           | Olimp Comrat        |
| Nisporeni-2023      | 1 – 4           | Fălești             |
| Țarigrad            | 0 – 2           | Real Sireți         |
| 25 settembre 2024   |                 |                     |
| Barsa Ungheni       | 2 – 0           | Chișinău            |

### Secondo turno
| Squadra 1          | Risultato       | Squadra 2         |
| ------------------ | --------------- | ----------------- |
| 21 ottobre 2024    |                 |                   |
| Olimp Comrat       | 3 – 1           | Stăuceni          |
| Speranis Nisporeni | 0 – 4           | Victoria Chișinău |
| 22 ottobre 2024    |                 |                   |
| Fălești            | 5 – 6 (dts)     | FCM Ungheni       |
| Real Succes        | 0 – 7           | Visoca            |
| Univer Comrat      | 0 – 3           | Saksan            |
| Locomotiva Ocnița  | 0 – 5           | Iskra Rîbnița     |
| Olimpia Bălți      | 1 – 2           | Real Sireți       |
| Barsa Ungheni      | 0 – 0 (4-3 dtr) | Steaua Nordului   |

### Ottavi di finale
| Squadra 1         | Risultato       | Squadra 2         |
| ----------------- | --------------- | ----------------- |
| 1º marzo 2025     |                 |                   |
| Bălți             | 5 – 2           | Real Sireți       |
| Florești          | 1 – 6           | FCM Ungheni       |
| Zimbru Chișinău   | 5 – 3           | Visoca            |
| Milsami Orhei     | 0 – 0 (5-3 dtr) | Iskra Rîbnița     |
| 2 marzo 2025      |                 |                   |
| Spartanii Sportul | 0 – 0 (2-0 dtr) | Victoria Chișinău |
| Petrocub Hîncești | 14 – 1          | Olimp Comrat      |
| Sheriff Tiraspol  | 9 – 0           | Barsa Ungheni     |
| Dacia Buiucani    | 0 – 0 (4-5 dtr) | Saksan            |

### Quarti di finale
| Squadra 1          | Totale          | Squadra 2     | Andata | Ritorno |
| ------------------ | --------------- | ------------- | ------ | ------- |
| 2 / 15 aprile 2025 |                 |               |        |         |
| Zimbru Chișinău    | 5 – 1           | Saksan        | 3 – 0  | 2 – 1   |
| 2 / 16 aprile 2025 |                 |               |        |         |
| Sheriff Tiraspol   | 5 – 1           | Bălți         | 4 – 1  | 1 – 0   |
| 3 / 15 aprile 2025 |                 |               |        |         |
| Spartanii Sportul  | 4 – 3           | FCM Ungheni   | 3 – 3  | 1 – 0   |
| 3 / 16 aprile 2025 |                 |               |        |         |
| Petrocub Hîncești  | 2 – 2 (3-4 dtr) | Milsami Orhei | 2 – 1  | 0 – 1   |

### Semifinali
| Squadra 1                  | Totale | Squadra 2         | Andata | Ritorno |
| -------------------------- | ------ | ----------------- | ------ | ------- |
| 30 aprile / 14 maggio 2025 |        |                   |        |         |
| Milsami Orhei              | 8 – 3  | Spartanii Sportul | 5 – 0  | 3 – 3   |
| Zimbru Chișinău            | 1 – 3  | Sheriff Tiraspol  | 1 – 2  | 0 – 1   |

### Finale
| Arbitro: | Denis Ivlev (Briceni) |

|           |           |                   |
| Gopey 89’ | Marcatori | 85’, 90+1’ Akanbi |